# زاراثوس
زاراثوس (به انگلیسی: Zarathos) یک شخصیت خیالی شرور بزرگ در کتب کمیک بوده و انتشار شده توسط مارول کمیکس است. این شخصیت به دست روی توماس ، گری فریدریک و مایک پلاگ ساخته شده است و اولین بار در مارول نور شدید شماره ۵ (اوت ۱۹۷۲) حضور پیدا کرد. او به عنوان دشمن گوست رایدر شناخته می شود.